# Електрокорозія

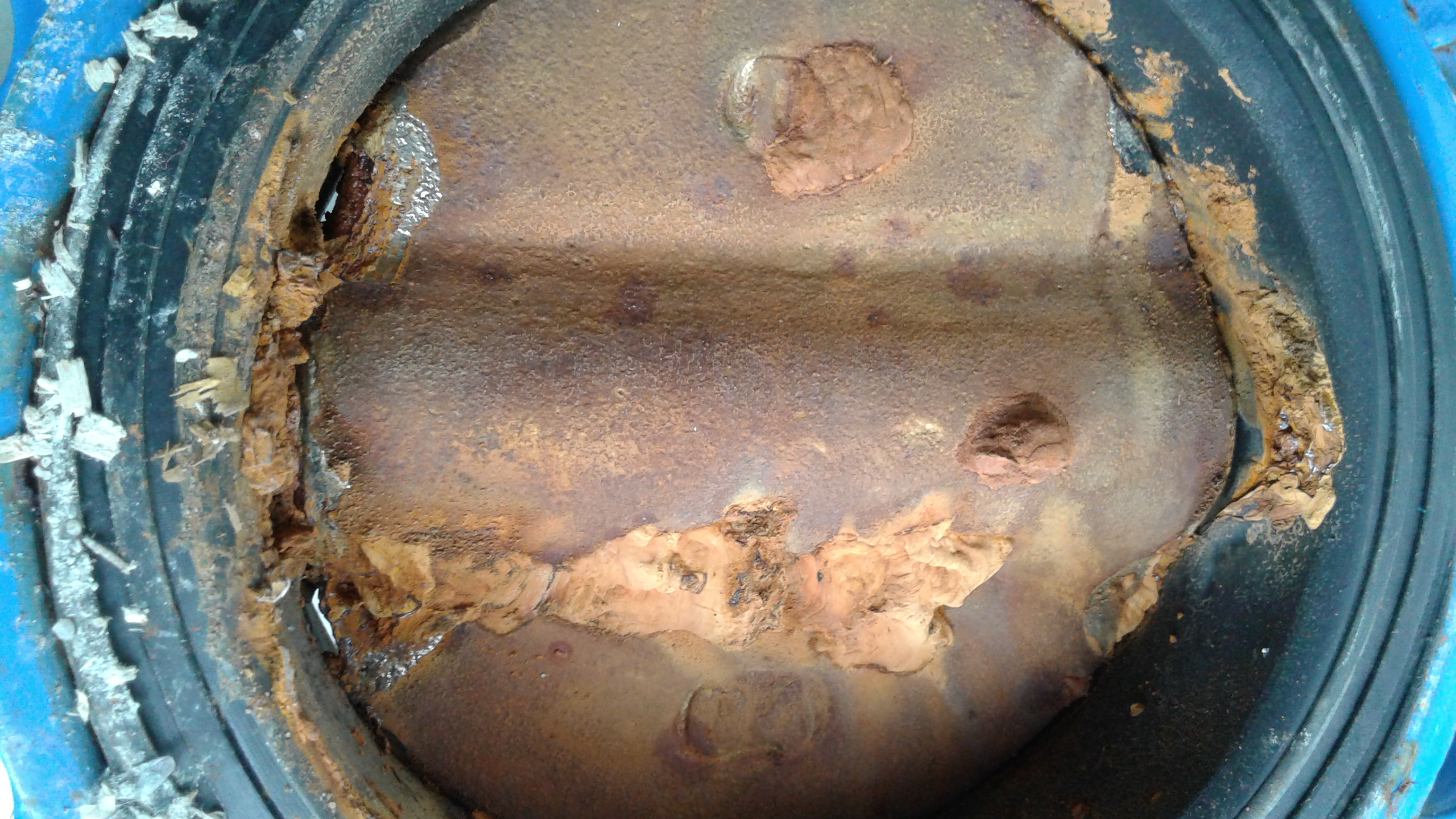
Електрокорозія поворотного клапану засувки «Батерфляй» водогону

Електрокоро́зія (рос.электрокоррозия; англ. electrocorrosion; нім. Elektrokorrosion f) — корозія під дією зовнішнього джерела струму або блукаючого (мандрівного) струму.
Проявляє себе найчастіше на металевих трубопроводах у вигляді наскрізної корозії. Від блукаючих струмів на металевих частинах (рейках, трубах тощо) виникає позитивний потенціал, який і руйнує метал.

## Захист від електрокорозії
Всі способи захисту від ґрунтової електрокорозії, полягають у знятті з трубопроводів позитивного потенціалу відносно землі. Для цього вживають таких заходів:
1 Зрівнюють потенціали рейки — труба.
2. Підключають метал з негативним потенціалом відносно заліза (магнієво — цинко — алюмінієва суміш).
3. Заземлюють на виході із землі. Подають від стороннього джерела постійну напругу, мінус на трубу, плюс на окремий заземлювач.
4. Використовують ізоляційні вставки.